# Staurogyne flexicaulis
Staurogyne flexicaulis är en akantusväxtart som beskrevs av Cornelis Eliza Bertus Bremekamp. Staurogyne flexicaulis ingår i släktet Staurogyne och familjen akantusväxter. Inga underarter finns listade i Catalogue of Life.